# Jacobsons organ
Jacobsons organ (uppkallat efter den danske anatomen Ludvig Jacobson, 1783–1843), även kallat jacobsonska organet, vomeronasalorganet eller VNO, är ett accessoriskt luktorgan hos vissa landlevande ryggradsdjur, som ormar och andra kräldjur och hos en del däggdjur.
Jacobsons organ används för att uppfatta luftburna doftpartiklar. Det är lite olika placerat hos de olika djurgrupperna, men alltid nära näshåligheterna. Hos ormar och ödlor, som är de djur hos vilka Jacobsons organ är mest välutvecklat, är organet beläget i den övre delen av gommen. Genom sin tunga fångar ormarna och ödlorna upp doftpartiklar i luften och överför dem till organet, exempelvis i syfte att upptäcka byten. 
Hos däggdjur används organet främst för att fånga upp feromoner från individer av samma art. Det fungerar som en typ av kemiskt signalsystem vars största uppgift är att framföra territoriella och sexuella budskap. Exempel på däggdjur som använder sig av jacobsons organ är åkersorken Microtus ochrogaster. Hannarna av arten utsöndrar en luftburen substans som registreras av honornas VNO. Detta triggar i sin tur utvecklingen av honornas livmödrar. Lejonhanar  öppnar munnen för att släppa in doften av feromoner från löpande hona i området (Flehmen grimas).

## Struktur

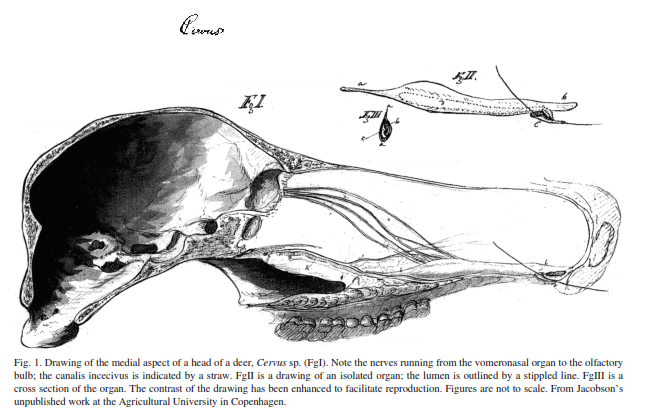
Jacobsons organ i en hjort.

I genomskärning visar det sig att jacobsons organs insida består av ett avlångt, halvmåneformat hålrum. Mittensektionerna av insidan av denna halvmåneform täcks av sinnesceller med G-proteinkopplade receptorer av typerna V1R, V2R och FPR. V1R-receptorerna svarar på lättflyktig stimuli från bland annat de ämnen som finns i urin. Ämnen som för t ex möss agerar som feromon. V2R-receptorerna reagerar mer specifikt på exponering av peptider och proteiner, också i urin, och triggar parningsbeteende bland möss. Den tredje av dessa, FPR (Formyl Peptide Receptor), förekommer bland annat i däggdjurs immunceller där de används för att registrera substanser utsöndrade från bakterier och andra patogener.  Sidorna av VNOs hålrum täcks av icke-sensoriska celler klädda i cilier. Hela organet ligger i skyddat i brosk. Från nervcellerna i organet löper axon till luktloben, mer specifikt den del av luktloben som benämns vomeronasalloben (vomeronasal bulb) .

## I människan
Att jacobsons organ i viss utsträckning förekommer i den mänskliga anatomin är vidare bevisat. Vid studier av människoembryon har man funnit celler med liknande egenskaper som de celler som i ormar och andra reptiler utvecklas till jacobsons organ. Studier av organets fortsatta utveckling i det mänskliga embryot visar både på att organet i vissa fall nästan helt avvecklas och i andra fall fortsätter växa till storlek. I de fall där organet fortsatt växa simplifieras fortfarande organets interna struktur.
Ingången till de håligheter i nässkiljeväggen som VNO befinner sig runt 2 cm in från näsborren och sticker ut på grund av sin brist på stora blodkärl och brosk. Ingången till jacobsons organ brukar anta en gul/brun färg. Längden på resterna av organet i människan varierar mellan 3 och 22 mm, men det längsta funna exemplaret mättes till 6 cm. Då detta i människan tekniskt sett inte är ett fungerande organ benämns det ibland som VND (Vomeronasal Duct). Insidan av resterna av jacobsons organ är kantade med både cilieklädda celler och bägarceller. Till skillnad från reptiler och gnagare ter det sig som att de celler som bygger upp epitelvävnaden här är helt oregelbundet anordnade. I denna blandning av celltyper går det  att finna sektioner av receptorceller som till stor del liknar den typ av epitel som bygger upp det vanliga luktorganet. Det går dock ej att finna någon koppling med axon mellan dessa neuroner och vomeronasalloben i människan.  
Hur många procent av människor som lever med rester av jacobsons organ är svårt att säga. De undersökningar som utförts visar alla på grovt skiftande förekomst. I den studie med lägst antal funna VNO-rester undersöktes 100 personer. I 25% av dem fann man kvarlevor av jacobsons organ. Den högsta siffran kommer från en undersökning där 93% av de 410 undersökta människorna besatt rester av det avvecklade organet. Det är värt att nämna att den mätdata som är baserad på histologiska undersökningar tenderar att visa på en högre förekomst av VNO än undersökningar gjorda med endoskopi .